# 雲晴寺
雲晴寺（うんせいじ）は、兵庫県明石市にある曹洞宗の寺院。山号は月江山。本尊は釈迦牟尼仏。

## 歴史
この地にあった寺が「雲晴寺」と名付けられる以前の名称は不明であるが、1613年（慶長18年）に堂がわら葺きから瓦葺きに葺き替えられたと伝承されている。
1639年 （寛永16年）、明石藩主大久保忠職とその姉桃源院（東丸様、元安房館山藩主里見忠義正室）は、不遇の死を遂げた忠義の菩提を弔う為、ここにあった寺院の伽藍を整備し寺領を増やして供養を行い、里見忠義の法名「雲晴院殿心窓賢涼大居士」からとって雲晴寺と名が改められた。これに際し、忠職の旧領地であった美濃加納 （岐阜県）より能山侃藝大和尚を招いて開山に据えた。開基は牧野家とされている。
天和2年（1682年）に越前大野藩から明石に入封した松平直明は、嫡母（父松平直良の正室）である清光院（豊姫、本多成重の娘）の位牌を雲晴寺に納めて永代供養を願い、清光院の実家である本多家の家紋「丸に立ち葵」を与え雲晴寺の寺紋とした。
本堂裏には戦前まで宮本武蔵作と伝えられる庭があったが、1945年（昭和20年）7月の大空襲によって雲晴寺は山門を残して全焼し、庭も戦後復興の過程で埋められた。2003年（平成15年）、本堂建設に伴う発掘調査により庭園の一部が見つかり復元。その後武蔵の孫弟子にあたる柴任三左衛門夫妻の墓石が発見され、武蔵ゆかりの寺院の裏付けが濃くなった。
明石藩家老職を務めた織田家、津田家をはじめ、多くの藩士たちの菩提寺であった。家老の黒田家は神道、戦前は鐘楼堂、奥の院、茶室、坐禅堂など伽藍が整った広大な寺領を持つ寺院であった。 又、初代内閣総理大臣、伊藤俊輔（伊藤博文）は慶応2年（1866年）その当時の住職が長州藩の武士出身だった縁で雲晴寺に滞在、幕末の重大な役目を担っていたと言われている。

## 境内
- 本堂 - 2004年（平成16年）再建
- 山門 - 1700年（江戸時代元禄13年）再建
- 里見忠義供養塔
- 宮本武蔵作庭庭園
- 柴任三左衛門夫妻の墓石
- 幸運稲荷堂 - 1996年（平成8年）再建
- 庫裏 - 1992年（平成4年）再建

## 交通アクセス
- 山陽電鉄本線 人丸前駅 徒歩約3分
- JR神戸線明石駅・山陽電鉄本線山陽明石駅 徒歩約7分

## 付近施設
- 柿本神社
- 明石市立天文科学館
- 長壽院（明石城主菩提所）
- 明石城跡・兵庫県立明石公園
  - 兵庫県立図書館
- 明石市立文化博物館
- 月照寺